# Signoria di Volterra
La Signoria di Volterra fu un antico Stato italiano sotto il dominio della famiglia Belforti.
Il passaggio da libero comune a signoria cittadina avvenne nel 1340, a seguito della cacciata della famiglia Allegretti dal comune di Volterra. Il governo dei Belforti durò solamente vent'anni: nel 1361, infatti, Volterra entrò a far parte della Repubblica di Firenze.

## Storia

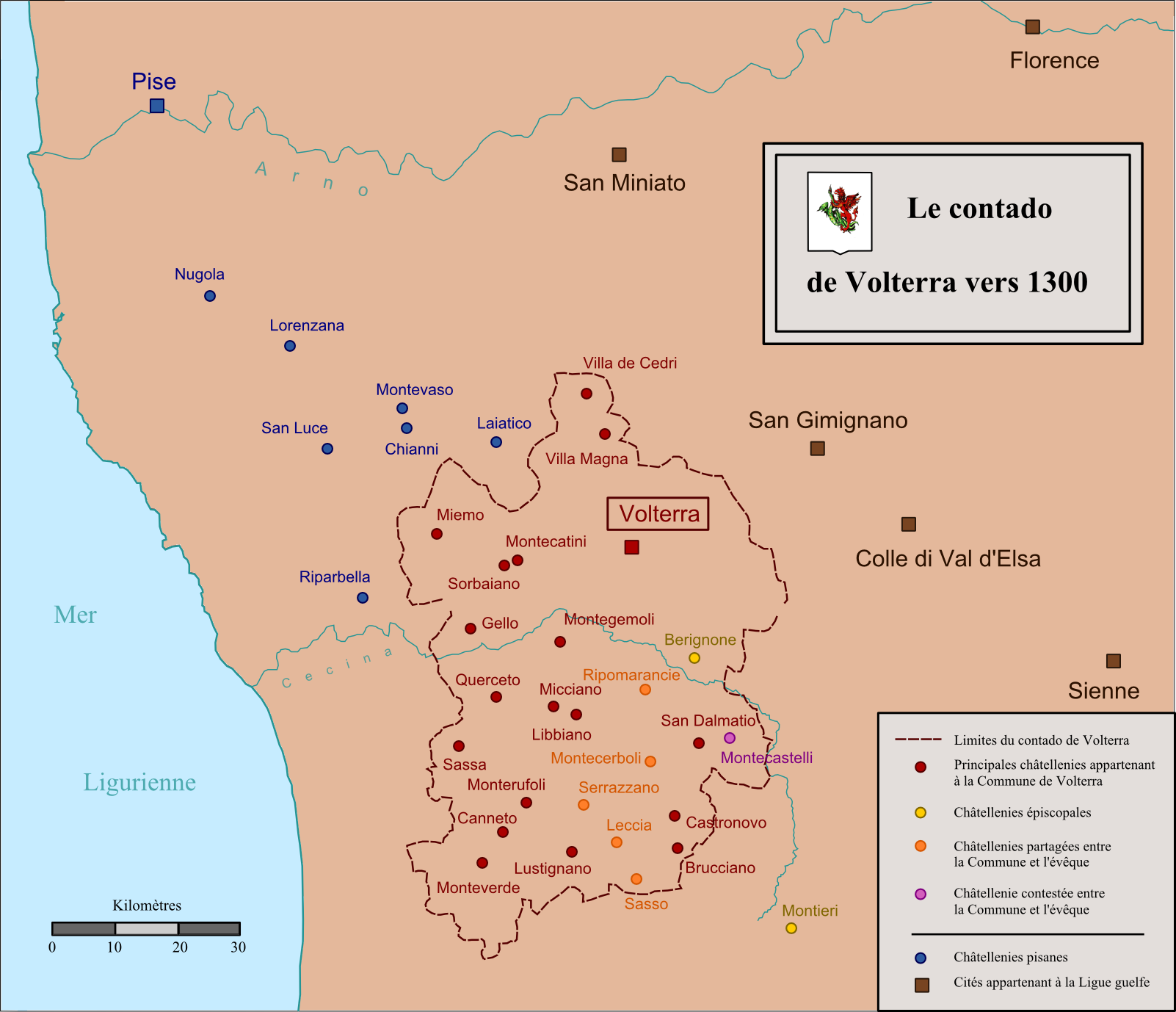
Il territorio dominato dal comune di Volterra nel 1300

Il comune di Volterra era circondato da potenti vicini come Firenze, Siena e Pisa in piena espansione territoriale, ma grazie a una saggia politica di buone relazioni seppe garantirsi l'indipendenza. Come in molti altri comuni italiani, a cavallo tra il XIII e il XIV secolo anche a Volterra divamparono le lotte tra guelfi e ghibellini; qui le due fazioni erano rispettivamente guidate dalle famiglie Belforti e Allegretti.
Grazie alle politiche portate avanti da Ranieri Belforti in qualità di vescovo (eletto nel 1301 da Papa Bonifacio VIII), la famiglia Belforti riuscì a preparare il terreno per l'instaurazione di una signoria laica. A seguito della sua morte, venne eletto vescovo Rainuccio degli Allegretti, della fazione opposta. Quest'ultimo mancò di rivendicare alcuni castelli a favore di Siena, e Ottaviano Belforti, fratello di Ranieri, colse l'occasione per muovere contro di lui il popolo di Volterra.
Nel 1340 gli Allegretti vennero cacciati dalla città, che a quel punto vide il passaggio dal comune alla Signoria: i Belforti erano ormai i signori di Volterra. Il primo vero signore fu Ottaviano che politicamente fu molto vicino a Firenze e in particolare a Gualtieri di Brienne. Nonostante la rapida parentesi rappresentata dal Duca d'Atene, Ottaviano rimase signore fino alla morte, giunta nel 1348; i suoi anni di governo videro la costruzione della parte meridionale della Fortezza, soprattutto la torre del Duca d'Atene, localmente nota come "Femmina", da cui è possibile dominare la città. Il successore di Ottaviano fu il figlio Paolo, detto Bocchino, che governò come un tiranno e si alienò la fiducia dei volterrani e soprattutto di Firenze. Perso l'appoggio di Firenze, Bocchino cercò di vendere la città ai pisani per 32.000 fiorini, ma il popolo insorse e tento di linciarlo; Bocchino riuscì a scampare al linciaggio ma dopo un processo sommario venne decapitato sulle scale del palazzo dei Priori il 10 ottobre 1361.
Dopo la sua morte i Belforti vennero cacciati dalla città e Volterra cadde sotto il controllo di Firenze. I fiorentini riconobbero l'indipendenza della città ma fu solo un atto formale. Nella realtà Firenze sceglieva il Capitano del popolo e i Gonfalonieri solo tra persone di sua fiducia e nel 1427 anche qui fu imposta la legge del Catasto fiorentino. Per Firenze Volterra era ormai un suo suddito.